# Cephalotes atratus
Cephalotes atratus är en myrart som först beskrevs av Carl von Linné 1758.  Cephalotes atratus ingår i släktet Cephalotes och familjen myror.

## Underarter
Arten delas in i följande underarter:
- C. a. atratus
- C. a. erectus

## Bildgalleri

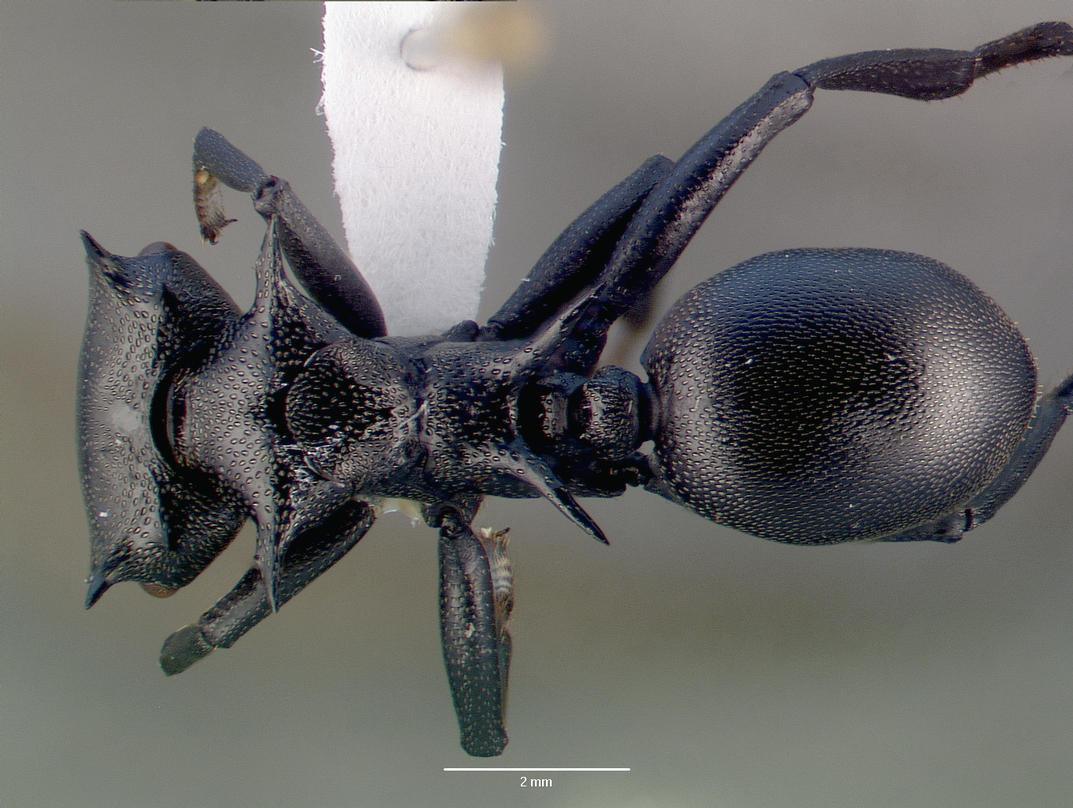
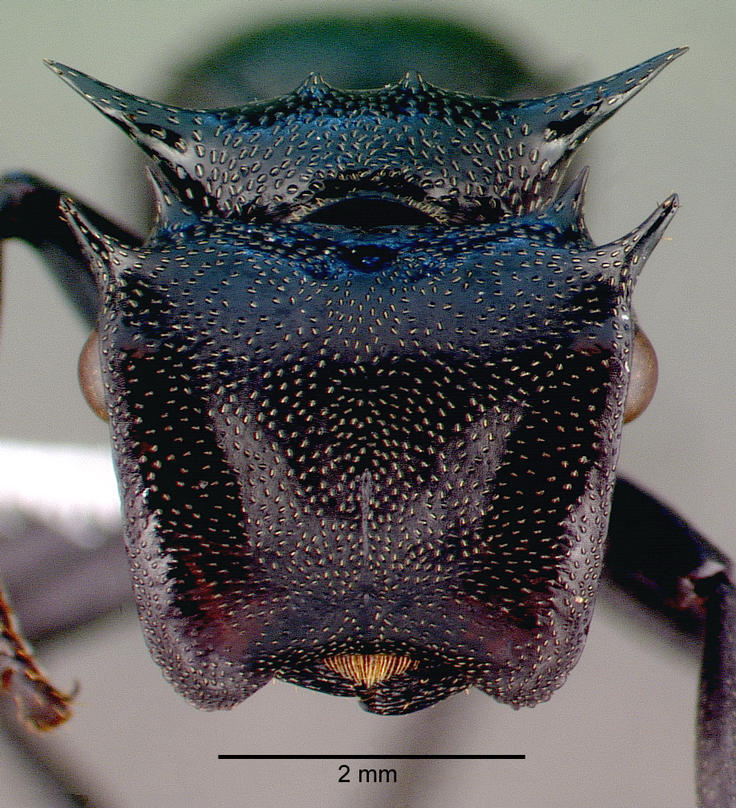
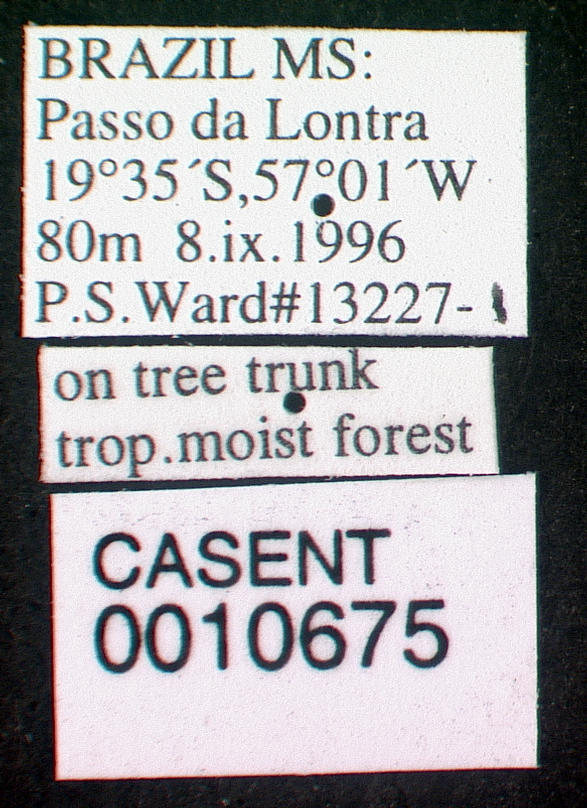
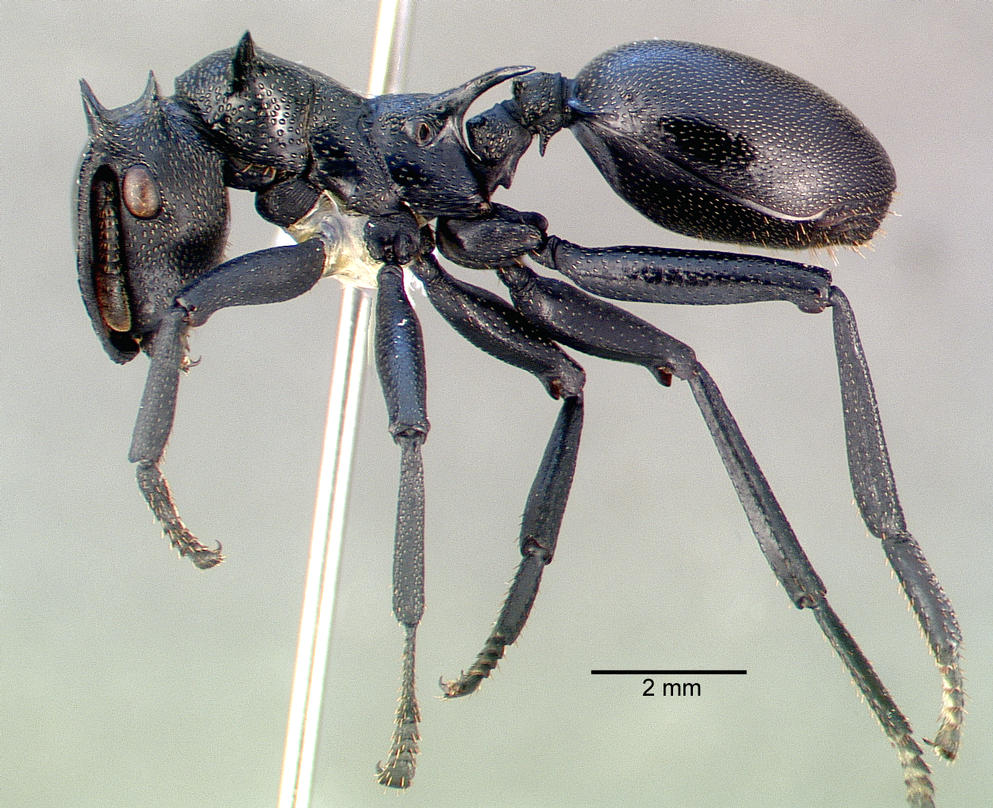
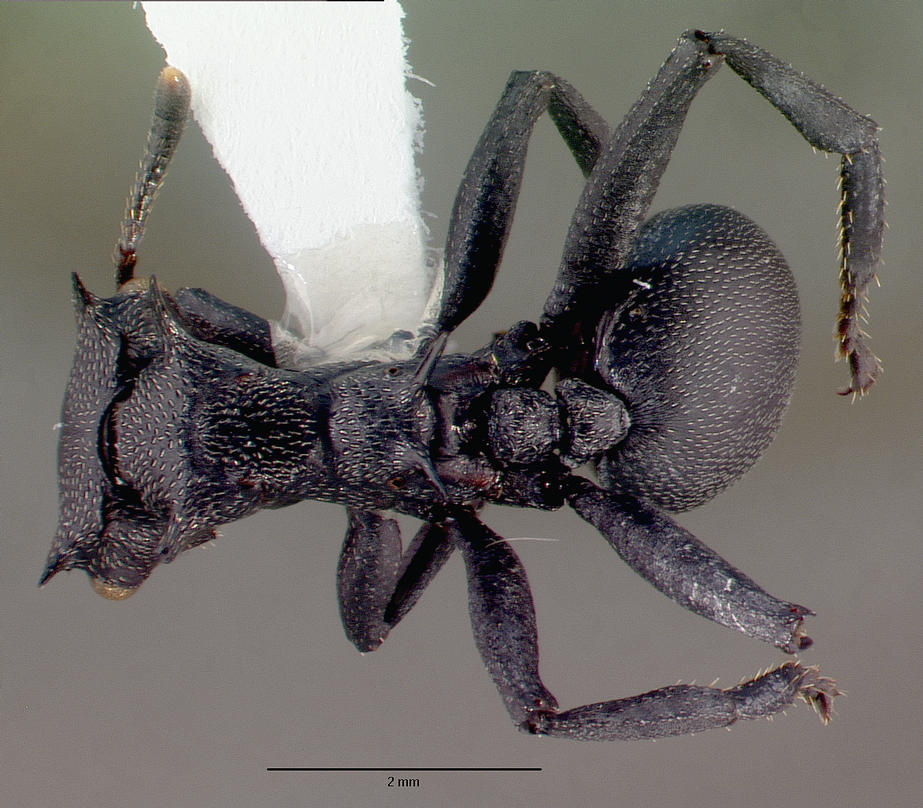
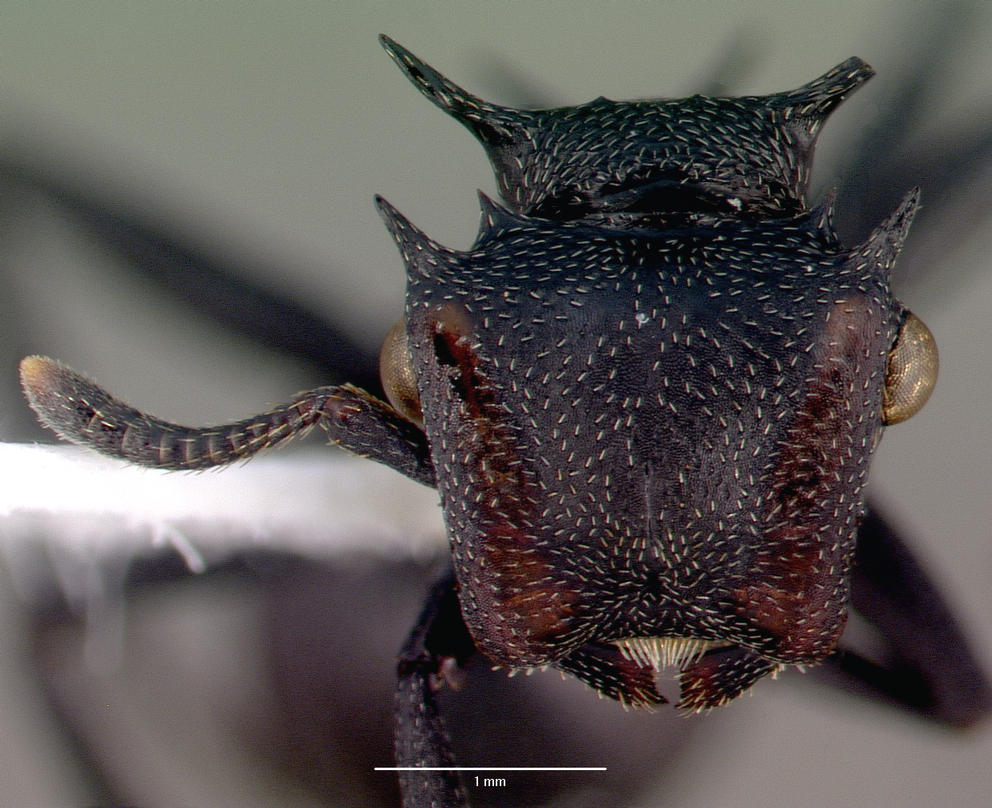